# Temur Rafielovics Parcvanyija
Temur Rafielovics Parcvanyija (ukránul: Темур Рафіелович Парцванія; Tbiliszi, 1991. július 6. –), grúz névváltozatban Temur Parcvania (kvartéli írással: თემურ ფარცვანია) grúz származású ukrán utánpótlás-válogatott labdarúgó.

## Pályafutása
Tbilisziben született. 2008-ban költözött Ukrajnába, ahol hamarosan megkapta az ukrán állampolgárságot.

### Klubcsapatokban
Temur az ukrán FK Dinamo Kijiv csapatánál kezdte pályafutását, majd több ukrán csapatnál is megfordult. 2018 nyarán szerződtette őt a magyar élvonalbeli Kisvárda FC együttese.

### Válogatottban
Többszörös ukrán utánpótlás-válogatott. Az ukrán U21-es labdarúgó-válogatottal 2009-ben Európa-bajnok lett.

## Sikerei, díjai
Ukrajna U19
- U19-es Európa-bajnok (1): 2009